# Barbacenia brasiliensis
Barbacenia brasiliensis là một loài thực vật có hoa trong họ Velloziaceae. Loài này được Willd. miêu tả khoa học đầu tiên năm 1799.